# Tour de l'Ain 2006
Il Tour de l'Ain 2006, diciottesima edizione della corsa, si svolse dal 6 al 9 agosto 2006 su un percorso di 581 km ripartiti in 4 tappe, con partenza da Pont-de-Vaux e arrivo a Belley. Fu vinto dal francese Cyril Dessel della Ag2r Prévoyance davanti al suo connazionale Noan Lelarge e allo spagnolo Xavier Florencio.

## Tappe
| Tappa  | Data     | Percorso              | km  | Vincitore di tappa | Leader cl. generale |
| ------ | -------- | --------------------- | --- | ------------------ | ------------------- |
| 1ª     | 6 agosto | Pont-de-Vaux > Arbent | 154 | Cyril Dessel       | Cyril Dessel        |
| 2ª     | 7 agosto | Pont-d'Ain > Péronnas | 147 | Igor Abakoumov     | Cyril Dessel        |
| 3ª     | 8 agosto | Lagnieu > Lélex       | 144 | Noan Lelarge       | Cyril Dessel        |
| 4ª     | 9 agosto | Culoz > Belley        | 136 | Patrice Halgand    | Cyril Dessel        |
| Totale | Totale   | Totale                | 581 |                    |                     |

## Dettagli delle tappe

### 1ª tappa
- 6 agosto: Pont-de-Vaux > Arbent – 154 km

| Pos. | Corridore         | Squadra  | Tempo    |
| ---- | ----------------- | -------- | -------- |
| 1    | Cyril Dessel      | AG2R     | 3h45'45" |
| 2    | Xavier Florencio  | Bouygues | a 12"    |
| 3    | Bert Scheirlinckx | Jartazi  | s.t.     |

| Pos. | Corridore    | Squadra | Tempo    |
| ---- | ------------ | ------- | -------- |
| 1    | Cyril Dessel | AG2R    | 3h45'35" |

### 2ª tappa
- 7 agosto: Pont-d'Ain > Péronnas – 147 km

| Pos. | Corridore            | Squadra | Tempo    |
| ---- | -------------------- | ------- | -------- |
| 1    | Igor Abakoumov       | Jartazi | 3h34'16" |
| 2    | Leonardo Fabio Duque | Cofidis | s.t.     |
| 3    | Cyril Dessel         | AG2R    | s.t.     |

| Pos. | Corridore    | Squadra | Tempo    |
| ---- | ------------ | ------- | -------- |
| 1    | Cyril Dessel | AG2R    | 7h19'47" |

### 3ª tappa
- 8 agosto: Lagnieu > Lélex – 144 km

| Pos. | Corridore        | Squadra                 | Tempo    |
| ---- | ---------------- | ----------------------- | -------- |
| 1    | Noan Lelarge     | Groupe Sportif Bretagne | 4h04'45" |
| 2    | Cyril Dessel     | AG2R                    | s.t.     |
| 3    | Dmitriy Muravyev | Jartazi                 | a 42"    |

| Pos. | Corridore    | Squadra | Tempo     |
| ---- | ------------ | ------- | --------- |
| 1    | Cyril Dessel | AG2R    | 11h24'26" |

### 4ª tappa
- 9 agosto: Culoz > Belley – 136 km

| Pos. | Corridore           | Squadra         | Tempo    |
| ---- | ------------------- | --------------- | -------- |
| 1    | Patrice Halgand     | Crédit Agricole | 3h29'00" |
| 2    | Christophe Le Mével | Crédit Agricole | s.t.     |
| 3    | Arnaud Gérard       | FDJ             | a 1'47"  |

| Pos. | Corridore        | Squadra                 | Tempo     |
| ---- | ---------------- | ----------------------- | --------- |
| 1    | Cyril Dessel     | AG2R                    | 14h56'53" |
| 2    | Noan Lelarge     | Groupe Sportif Bretagne | a 22"     |
| 3    | Xavier Florencio | Bouygues                | a 1'10"   |

## Classifiche finali

### Classifica generale
| Pos. | Corridore            | Squadra                             | Tempo     |
| ---- | -------------------- | ----------------------------------- | --------- |
| 1    | Cyril Dessel         | Ag2r Prévoyance                     | 14h56'53" |
| 2    | Noan Lelarge         | Groupe Sportif Bretagne-Jean Floc'h | a 22"     |
| 3    | Xavier Florencio     | Bouygues Télécom                    | a 1'10"   |
| 4    | Manuel Beltrán       | Discovery Channel                   | a 1'16"   |
| 5    | Luis Pérez Rodríguez | Cofidis                             | s.t.      |
| 6    | Sylvain Calzati      | Ag2r Prévoyance                     | s.t.      |
| 7    | Dmitriy Muravyev     | Jartazi-7Mobile                     | a 2'17"   |
| 8    | Mickaël Buffaz       | Agritubel                           | a 2'21"   |
| 9    | Thomas Danielson     | Discovery Channel                   | a 2'28"   |
| 10   | Danny Pate           | Team Tiaa-Cref                      | a 3'34"   |